# Список государственных языков
В этом списке представлены языки, использующиеся на общегосударственном или федеральном уровне в независимых государствах и владениях.

## Общенациональные языки
| # А Б В Г Д З И К Л М Н О П Р С Т У Ф Х Ч Ш Э Я |

### A
Абхазский
- Абхазия[1][2] (наряду с русским)

Азербайджанский
- Азербайджан[3]
- часть России
  - Дагестан[4]

Аймара
- Боливия (наряду с испанским, кечуа, гуарани и ещё 33 языками)[5]
- Перу (наряду с испанским, кечуа и остальными местными языками)[6]

Албанский
- Албания[7]
- Косово (наряду с сербским)[2][8]
- Северная Македония (наряду с македонским[9])

Амхарский
- Эфиопия[10]

Английский
- Великобритания (де-факто)
  - Ангилья
  - Бермудские острова
  - Британская территория в Индийском океане
  - Виргинские острова
  - Гернси (наряду с французским)
  - Гибралтар
  - Джерси (наряду с французским)
  - Каймановы острова
  - Монтсеррат
  - Остров Мэн (наряду с мэнским)
  - Острова Питкэрн (наряду с питкэрнским)
  - Святой Елены, Вознесения и Тристан-да-Кунья острова
  - Теркс и Кайкос
  - Фолклендские острова
  - Южная Георгия и Южные Сандвичевы острова
- Австралия
  - Кокосовые острова
  - Норфолк (остров) (наряду с норфолкским)
  - Остров Рождества (Австралия)
- Амбазония
- Антигуа и Барбуда
- Багамские острова
- Барбадос
- Белиз
- Ботсвана (наряду с тсвана)
- Вануату (наряду с бислама и французским)[11]
- Гайана
- Гамбия
- Гана
- Гренада
- Доминика
- Замбия
- Зимбабве (наряду с шона и северным ндебеле)
- Индия (наряду с хинди и ещё 21 язык)
- Ирландия («второй официальный» наряду с ирландским языком)[12]
- Камерун (наряду с французским)
- Канада (на федеральном уровне — наряду с французским)
- Кения (наряду с суахили)
- Кирибати (наряду с кирибати)
- Лесото (наряду с сесото)
- Либерия
- Маврикий (наряду с французским)
- Малави (наряду с ньянджа)
- Мальта (наряду с мальтийским)
- Маршалловы острова (наряду с маршалльским)
- Микронезии Федеративные Штаты
- Намибия
- Науру (наряду с науруанским)
- Нигерия
- Новая Зеландия (является государственным языком согласно традиции; вторым законодательно определён маори)
  - Кука острова (наряду с кукским)
  - Ниуэ (наряду с ниуэ)
  - Токелау (наряду с токелау)
- Пакистан (наряду с урду)
- Палау (наряду с палауским)
- Папуа – Новая Гвинея (наряду с ток-писином и хири-моту)
- Руанда (наряду с французским и руанда)
- Самоа (наряду с самоанским)
- Эсватини (наряду с свати)
- Сейшельские Острова (наряду с французским и сейшельским)
- Сент-Винсент и Гренадины
- Сент-Китс и Невис
- Сент-Люсия
- Сингапур (наряду с малайским, тамильским и китайским)[13]
- США (конституцией США не определён государственный язык; английский является первым языком согласно традиции и указу президента 2025 года)
  - Виргинские острова
  - Гуам (наряду с чаморро)
  - Пуэрто-Рико (наряду с испанским)
  - Самоа Американское (наряду с самоанским)
  - Северные Марианские острова (наряду с чаморро и каролинским)
- Соломоновы Острова
- Судан (наряду с арабским)
- Сьерра-Леоне
- Танзания (наряду с суахили)
- Тонга (наряду с тонганским)
- Тринидад и Тобаго
- Тувалу (наряду с тувалу)
- Уганда (наряду с суахили)
- Фиджи (наряду с фиджийским и хинди в конституции указан как хиндустани — термин, охватывающий также язык урду)
- Филиппины (национальным языком является филиппинский)
- Эритрея (наряду с арабским и тигринья)
- ЮАР (наряду с африкаанс, южным ндебеле, северным сото, сесото, свати, тсонга, тсвана, венда, коса, зулу)[14]
- Южный Судан
- Ямайка
- часть КНР
  - Гонконг (наряду с китайским)
- часть Нидерландов
  - Синт-Мартен (наряду с нидерландским)

Арабский
- Алжир
- Бахрейн
- Джибути (наряду с французским)
- Египет
- Иордания
- Ирак (наряду с курдским (сорани), туркманским (иракские туркмены), сирийским и ассирийским (новоарамейские языки)[15]
- Йемен
- Катар
- Коморы (наряду с французским и суахили, называемым коморским)
- Кувейт
- Ливан
- Ливия
- Мавритания
- Марокко (наряду с тамазигхтским)[16]
- ОАЭ
- Оман
- Саудовская Аравия
- Сирия
- Сомали (наряду с сомалийским)
- Судан (наряду с английским)
- Тунис
- Чад (наряду с французским)
- Эритрея (наряду с английским и тигринья)
- Палестина Государство (Западный берег реки Иордан и Сектор Газа)
- Сахарская Арабская Демократическая Республика (Западная Сахара)

Армянский
- Армения[17]

Ассирийский
- Ирак (наряду с арабским, курдским, туркманским и сирийским)[15]

Африкаанс
- ЮАР (наряду с английским, венда, южным ндебеле, северным сото, сесото, тсонга, свати, коса, тсвана, зулу)[14]

| # А Б В Г Д З И К Л М Н О П Р С Т У Ф Х Ч Ш Э Я |

### Б
Белорусский
- Беларусь (наряду с русским)[18]

Бенгальский
- Бангладеш[19]

Бирманский
- Мьянма

Бислама
- Вануату (наряду с английским и французским)[11]

Болгарский
- Болгария[20]

Боснийский
- Босния и Герцеговина (наряду с хорватским и сербским)[уточнить]

| # А Б В Г Д З И К Л М Н О П Р С Т У Ф Х Ч Ш Э Я |

### В
Венгерский
- Венгрия[21]

Венда
- ЮАР (наряду с африкаанс, английским, южным ндебеле, северным сото, сесото, тсонга, свати, коса, тсвана, зулу)[14]

Вьетнамский
- Вьетнам[уточнить]

| # А Б В Г Д З И К Л М Н О П Р С Т У Ф Х Ч Ш Э Я |

### Г
Гаитянский креольский
- Гаити (наряду с французским)[22]

Гренландский
- Гренландия

Греческий
- Греция[уточнить]
- Кипр (наряду с турецким)[23]

Грузинский
- Грузия[24]
- Автономная Республика Абхазия (наряду с абхазским по конституции Грузии)
- Южная Осетия (наряду с русским и осетинским)[25]

Гуарани
- Боливия (наряду с испанским, кечуа и аймара и ещё 33 языками)[5]
- Парагвай (наряду с испанским)[26]

| # А Б В Г Д З И К Л М Н О П Р С Т У Ф Х Ч Ш Э Я |

### Д
Дари
- Афганистан (наряду с пушту)[28]

Датский
- Дания
  - Фарерские острова (наряду с фарерским)

Дзонг-кэ
- Бутан[29]

| # А Б В Г Д З И К Л М Н О П Р С Т У Ф Х Ч Ш Э Я |

### З
Зулу
- ЮАР (наряду с африкаанс, английским, южным ндебеле, северным сото, сесото, тсонга, свати, венда, коса, тсвана)[14]

| # А Б В Г Д З И К Л М Н О П Р С Т У Ф Х Ч Ш Э Я |

### И
Идиш

• Израиль, ЕАО
Иврит
- Израиль (Арабский язык имеет особый статус)

Ирландский
- Ирландия (национальный наряду со «вторым официальным» английским)[12]

Исландский
- Исландия

Испанский
- Испания
  - Канарские острова
  - Мелилья
  - Сеута
- Аргентина
- Боливия (наряду с аймара, кечуа, гуарани и ещё 33 языками)[5]
- Венесуэла
- Гватемала
- Гондурас
- Доминиканская Республика
- Колумбия
- Коста-Рика
- Куба
- Мексика
- Никарагуа
- Панама
- Парагвай (наряду с гуарани)[26]
- Перу (наряду с аймара, кечуа и остальными местными языками)[6]
- Сальвадор
- Уругвай
- Чили
- Эквадор
- Экваториальная Гвинея (наряду с португальским и французским)
- часть США
  - Пуэрто-Рико (наряду с английским)

Итальянский
- Италия
- Ватикан (наряду с латинским)
- Сан-Марино[уточнить]
- Швейцария (наряду с немецким, французским и романшским)[30]

| # А Б В Г Д З И К Л М Н О П Р С Т У Ф Х Ч Ш Э Я |

### К
Казахский
- Казахстан (наряду с русским)[31]

Каракалпакский
- Каракалпакстан (наряду с узбекским)

Каролинский
- Северные Марианские острова (наряду с английским и чаморро)

Каталанский
- Андорра[33]

Кечуа
- Боливия (наряду с испанским, аймара, гуарани и ещё 33 языками)[5]
- Перу (наряду с испанским, аймара и остальными местными языками)[6]

Киргизский
- Кыргызстан (наряду с русским)[34]

Кирибати
- Кирибати (наряду с английским)

Китайский
- КНР
  - Гонконг (наряду с английским)
  - Макао (наряду с португальским)
- Сингапур (наряду с малайским, английским и тамильским)[13]
- Китайская Республика (Тайвань)

Корейский
- КНДР[35]
- Республика Корея [уточнить]

Коса
- ЮАР (наряду с африкаанс, английским, южным ндебеле, северным сото, сесото, тсонга, свати, венда, зулу, тсвана)[14]

Крымскотатарский
- часть России
  - Республика Крым

Кукский
- часть Новой Зеландии
  - Кука острова (наряду с английским)

Курдский (сорани)
- Ирак (наряду с арабским, туркманским, сирийским и ассирийским)[15]

Кхмерский
- Камбоджа[36]

| # А Б В Г Д З И К Л М Н О П Р С Т У Ф Х Ч Ш Э Я |

### Л
Лаосский
- Лаос

Латинский
- Ватикан (наряду с итальянским)

Латышский
- Латвия

Литовский
- Литва

Люксембургский
- Люксембург (наряду с немецким и французским)

| # А Б В Г Д З И К Л М Н О П Р С Т У Ф Х Ч Ш Э Я |

### М
Македонский
- Северная Македония (наряду с албанским[9])

Малагасийский
- Мадагаскар (наряду с французским)

Малайский
- Индонезия, где называется индонезийский[37]
- Малайзия, где называется малайзийский
- Бруней
- Сингапур (наряду с английским, тамильским и китайским)[13]

Мальдивский
- Мальдивы

Мальтийский
- Мальта (наряду с английским)

Маори
- Новая Зеландия (наряду с английским)

Маршалльский
- Маршалловы острова (наряду с английским)

Молдавский
- Молдова
- Приднестровская Молдавская Республика (наряду с русским и украинским)

Монгольский
- Монголия

Мэнский
- часть Великобритании
  - Остров Мэн (наряду с английским)

| # А Б В Г Д З И К Л М Н О П Р С Т У Ф Х Ч Ш Э Я |

### Н
Науруанский
- Науру (наряду с английским)

Ндебеле северный
- Зимбабве (наряду с английским и шона)

Ндебеле южный
- ЮАР (наряду с африкаанс, английским, коса, северным сото, сесото, тсонга, свати, венда, зулу, тсвана)[14]

Немецкий
- Германия
- Австрия
- Бельгия (наряду с нидерландским и французским)
- Лихтенштейн
- Люксембург (наряду с французским и люксембургским)
- Швейцария (наряду с французским, итальянским и романшским)[30]

Непальский
- Непал

Нидерландский
- Нидерланды
  - Аруба (наряду с папьяменто)
  - Бонайре (наряду с папьяменто)
  - Кюрасао (наряду с папьяменто)
  - Саба
  - Синт-Мартен (наряду с английским)
  - Синт-Эстатиус
- Бельгия (наряду с французским и немецким)
- Суринам

Ниуэ
- часть Новой Зеландии
  - Ниуэ (наряду с английским)

Норвежский
- Норвегия (два официальных диалекта — букмол и нюнорск)
  - Свальбард (Шпицберген)

Норфолкский
- часть Австралии
  - Норфолк остров (наряду с английским)

Ньянджа
- Малави (наряду с английским)

| # А Б В Г Д З И К Л М Н О П Р С Т У Ф Х Ч Ш Э Я |

### О
Осетинский
- Южная Осетия[2] (наряду с русским и грузинским)[25]
- часть России
  - Северная Осетия — Алания (наряду с русским)[39]

| # А Б В Г Д З И К Л М Н О П Р С Т У Ф Х Ч Ш Э Я |

### П
Палауский
- Палау (наряду с английским)

Папьяменто
- часть Нидерландов
  - Аруба (наряду с нидерландским)
  - Бонайре (наряду с нидерландским)
  - Кюрасао (наряду с нидерландским)

Персидский
- Иран, где называется фарси
- Афганистан, где называется дари (наряду с пушту)
- Таджикистан, где называется таджикский

Питкэрнский
- часть Великобритании
  - Питкэрн острова (наряду с английским)

Польский
- Польша

Португальский
- Португалия
  - Азорские острова
  - Мадейра
- Ангола
- Бразилия
- Восточный Тимор (наряду с тетум)
- Гвинея-Бисау
- Кабо-Верде
- Мозамбик
- Сан-Томе и Принсипи
- Экваториальная Гвинея (наряду с испанским и французским)
- часть КНР
  - Макао (наряду с китайским)

Пушту
- Афганистан (наряду с дари)[28]

| # А Б В Г Д З И К Л М Н О П Р С Т У Ф Х Ч Ш Э Я |

### Р
Романшский (ретороманский)
- Швейцария (наряду с французским, итальянским и немецким)[30]

Руанда
- Руанда (наряду с английским и французским)

Румынский
- Румыния
- Молдова (здесь его называют молдавским и считают самостоятельным языком, хотя большинство лингвистов с этим не согласны)

Рунди
- Бурунди (наряду с французским)

Русский
- Россия (государственный язык РФ; в ряде регионов русский язык является официальным наряду с языком титульной нации)
- Беларусь (наряду с белорусским)[18]
- Казахстан (наряду с казахским, официально употребляется, однако не является государственным)[31]
- Кыргызстан (наряду с киргизским)[34]
- Абхазия (наряду с абхазским)[1]
- Южная Осетия (наряду с осетинским и грузинским)[25]
- Приднестровская Молдавская Республика[40] (наряду с украинским и молдавским)

| # А Б В Г Д З И К Л М Н О П Р С Т У Ф Х Ч Ш Э Я |

### С
Самоанский
- Самоа (наряду с английским)
- часть США
  - Американское Самоа (наряду с английским)

Санго
- Центральноафриканская Республика (наряду с французским)

Свати
- Эсватини (наряду с английским)
- ЮАР (наряду с африкаанс, английским, южным ндебеле, северным сото, сесото, тсонга, коса, венда, зулу, тсвана)[14]

Сейшельский
- Сейшельские Острова (наряду с английским и французским)

Сербский
- Сербия
- Босния и Герцеговина (наряду с боснийским и хорватским)
- Черногория, где называется черногорский
- Косово[2] (наряду с албанским)

Сингальский
- Шри-Ланка (наряду с тамильским)[41]

Сирийский
- Ирак (наряду с арабским, курдским, туркманским и ассирийским)[15]

Словацкий
- Словакия

Словенский
- Словения

Сомалийский
- Сомали (наряду с арабским)

Сото северный
- ЮАР (наряду с африкаанс, английским, южным ндебеле, свати, сесото, тсонга, коса, венда, зулу, тсвана)[14]

Сото южный (Сесото)
- Лесото (наряду с английским)
- ЮАР (наряду с африкаанс, английским, южным ндебеле, свати, северным сото, тсонга, коса, венда, зулу, тсвана)[14]

Суахили
- Кения (наряду с английским)
- Коморы, где называется коморский (наряду с французским и арабским)
- Танзания (наряду с английским)
- Уганда (наряду с английским)

| # А Б В Г Д З И К Л М Н О П Р С Т У Ф Х Ч Ш Э Я |

### Т
Таджикский
- Таджикистан

Тайский
- Таиланд

Тамазигхтский
- Марокко (наряду с арабским)[16]

Тамильский
- Сингапур (наряду с малайским, английским и китайским)[13]
- Шри-Ланка (наряду с сингальским)[41]

Тетум
- Восточный Тимор (наряду с португальским)

Тигринья
- Эритрея (наряду с английским и арабским)

Ток-писин
- Папуа – Новая Гвинея (наряду с английским и хири-моту)

Токелау
- часть Новой Зеландии
  - Токелау (наряду с английским)

Тонганский
- Тонга (наряду с английским)

Тсвана
- Ботсвана (наряду с английским)
- ЮАР (наряду с африкаанс, английским, южным ндебеле, свати, северным сото, сесото, коса, венда, зулу, тсонга)[14]

Тсонга
- ЮАР (наряду с африкаанс, английским, южным ндебеде, свати, северным сото, сесото, коса, венда, зулу, тсвана)[14]

Тувалу
- Тувалу (наряду с английским)

Турецкий
- Турция
- Кипр (наряду с греческим)
- Турецкая Республика Северного Кипра (признана только Турцией)

Туркманский
- Ирак (наряду с арабским, курдским, сирийским и ассирийским)[15]

Туркменский
- Туркменистан

| # А Б В Г Д З И К Л М Н О П Р С Т У Ф Х Ч Ш Э Я |

### У
Узбекский
- Узбекистан

Украинский
- Украина
- Приднестровская Молдавская Республика[40] (наряду с русским и молдавским)

Урду
- Пакистан (наряду с английским)

| # А Б В Г Д З И К Л М Н О П Р С Т У Ф Х Ч Ш Э Я |

### Ф
Фарерский
- часть Дании
  - Фарерские острова (наряду с датским)

Фиджийский
- Фиджи (наряду с английским и хинди в конституции указан как хиндустани — термин, охватывающий также язык урду)

Филиппинский
- Филиппины (наряду с английским)

Финский
- Финляндия (наряду со шведским)

Французский
- Франция
  - Гваделупа
  - Гвиана Французская
  - Майотта
  - Мартиника
  - Новая Каледония
  - Полинезия Французская
  - Реюньон
  - Сен-Бартелеми
  - Сен-Мартен
  - Сен-Пьер и Микелон
  - Уоллис и Футуна
- Бельгия (наряду с нидерландским и немецким)
- Бенин
- Буркина-Фасо
- Бурунди (наряду с рунди)
- Вануату (наряду с бислама и английским)[11]
- Габон
- Гаити (наряду с гаитянским креольским)
- Гвинея
- Джибути (наряду с арабским)
- Камерун (наряду с английским)
- Канада (на федеральном уровне — наряду с английским)
- Коморы (наряду с арабским и суахили, называемым коморским)
- Конго Демократическая Республика
- Конго Республика
- Кот д’Ивуар
- Люксембург (наряду с люксембургским и немецким)
- Маврикий (наряду с английским)
- Мадагаскар (наряду с малагасийским)
- Мали
- Монако
- Нигер
- Руанда (наряду с английским и руанда)
- Сейшельские острова (наряду с английским и сейшельским)
- Сенегал
- Того
- Центральноафриканская Республика (наряду с санго)
- Чад (наряду с арабским)
- Швейцария (наряду с немецким, итальянским и романшским)[30]
- Экваториальная Гвинея (наряду с испанским и португальским)
- часть Великобритании
  - Гернси (наряду с английским)
  - Джерси (наряду с английским)

| # А Б В Г Д З И К Л М Н О П Р С Т У Ф Х Ч Ш Э Я |

### Х
Хинди
- Индия (наряду с английским и ещё 21 язык)
- Фиджи в конституции указан как хиндустани — термин, охватывающий также язык урду (наряду с английским и фиджийским)

Хири-моту
- Папуа – Новая Гвинея (наряду с английским и ток-писином)

Хорватский
- Хорватия
- Босния и Герцеговина (наряду с боснийским и сербским)

| # А Б В Г Д З И К Л М Н О П Р С Т У Ф Х Ч Ш Э Я |

### Ч
Чаморро
- Гуам (наряду с английским)
- Северные Марианские острова (наряду с английским и каролинским)

Черногорский
- Черногория

Чешский
- Чехия

| # А Б В Г Д З И К Л М Н О П Р С Т У Ф Х Ч Ш Э Я |

### Ш
Шведский
- Швеция
- Финляндия (наряду с финским)
  - Аландские острова (единственный государственный язык автономной провинции Финляндии)

Шона
- Зимбабве (наряду с английским и северным ндебеле)

| # А Б В Г Д З И К Л М Н О П Р С Т У Ф Х Ч Ш Э Я |

### Э
Эстонский
- Эстония

| # А Б В Г Д З И К Л М Н О П Р С Т У Ф Х Ч Ш Э Я |

### Я
Японский
- Япония

## Региональные языки
Языки, использующиеся лишь в некоторых регионах или полунезависимых образованиях.
| # А Б В Г Д И К Л М Н О П Р С Т У Ф Х Ц Ч Ш Э Я |

### A
Абазинский язык
- часть России
  - Карачаево-Черкесия (наряду с карачаевским, ногайским, русским и черкесским[42]

Адыгейский язык
- часть России
  - Адыгея (наряду с русским)[43]

Азербайджанский язык
- Иран — региональный статус в Южном Азербайджане
- часть России
  - Дагестан (наряду с русским и другими языками Дагестана)

Алтайский язык
- часть России
  - Республика Алтай (наряду с русским и казахским)[44][45]

Английский язык
- часть Великобритании
  - Англия
  - Северная Ирландия (наряду с ирландским и ольстерско-шотландским (диалект англо-шотландского языка))
  - Шотландия (наряду с шотландским (гэльским) и шотландским (англо-шотландским)
  - Уэльс (наряду с валлийским)
- часть Канады
  - Альберта
  - Британская Колумбия
  - Манитоба
  - Новая Шотландия
  - Нью-Брансуик (наряду с французским)
  - Нунавут (наряду с инуиннактун, инуктитут и французским)
  - Ньюфаундленд и Лабрадор
  - Онтарио
  - Остров Принца Эдуарда
  - Саскачеван
  - Северо-Западные Территории (наряду с гвичин, инуиннактун, инуктитут, инуктун, кри, слейви, догриб, дене и французским)
  - Юкон (наряду с французским)
- часть США. Конституцией США не определён государственный язык; английский является первым языком согласно традиции, а не по закону. Английский язык является официальным языком в следующих штатах:
  - Айова
  - Айдахо
  - Алабама
  - Аляска
  - Аризона
  - Арканзас
  - Вайоминг
  - Вирджиния
  - Гавайи (наряду с гавайским языком)
  - Джорджия
  - Иллинойс
  - Индиана
  - Калифорния
  - Канзас
  - Кентукки
  - Колорадо
  - Миссисипи
  - Монтана
  - Небраска
  - Нью-Гемпшир
  - Оклахома
  - Северная Каролина
  - Северная Дакота
  - Теннесси
  - Флорида
  - Южная Каролина
  - Южная Дакота
  - Юта

Аранский язык
- часть Испании
  - Каталония (наряду с испанским)

Ассамский язык
- Индия (наряду с английским, бенгали, телугу, маратхи, непальским, тамильским, урду, гуджарати, малаялам, каннада, ория, панджаби, кашмири, хинди, санскритом)
  - Ассам штат Индии

| # А Б В Г Д И К Л М Н О П Р С Т У Ф Х Ц Ч Ш Э Я |

### Б
Баскский язык
- часть Испании
  - Страна Басков (наряду с испанским)
  - Наварра (наряду с испанским)

Башкирский язык
- часть России
  - Башкортостан (наряду с русским)[46]

Белуджский язык
- часть Ирана
  - Систан и Белуджистан (наряду с персидским)
- часть Пакистана
  - Белуджистан (Пакистан) (наряду с урду и английским)

Бенгальский язык
- Индия (наряду с английским, ассамским, телугу, маратхи, непальским, тамильским, урду, гуджарати, малаялам, каннада, ория, панджаби, кашмири, хинди, санскритом)
  - Западная Бенгалия штат Индии
  - Трипура штат Индии

Бурятский язык
- часть России
  - Бурятия (наряду с русским)[47]

| # А Б В Г Д И К Л М Н О П Р С Т У Ф Х Ц Ч Ш Э Я |

### В
Валлийский язык
- часть Великобритании
  - Уэльс (наряду с английским)

Венгерский язык
- часть Австрии
  - Бургенланд (наряду с немецким и градищанско-хорватским)
- часть Словении
- часть Сербии
  - в 27 общинах Воеводины[48][49] (наряду с сербским, румынским, словацким, русинским, хорватским)
- часть Румынии
  - Секуйский край

Вепсский язык
- часть России
  - Карелия (наряду с русским и карельским)

| # А Б В Г Д И К Л М Н О П Р С Т У Ф Х Ц Ч Ш Э Я |

### Г
Гавайский язык
- часть США
  - Гавайи (наряду с английским)

Гагаузский язык
- часть Молдовы
  - Гагаузия (наряду с молдавским и русским)[50]

Галисийский язык
- часть Испании
  - Галисия (наряду с испанским)

Горномарийский язык
- часть России
  - Марий Эл (наряду с лугово-марийским и русским)[51]

Гуджарати
- Индия (наряду с английским, бенгали, телугу, маратхи, непальским, тамильским, урду, гуджарати, малаялам, каннада, ория, панджаби, кашмири, хинди, санскритом)
  - Гуджарат штат Индии

| # А Б В Г Д И К Л М Н О П Р С Т У Ф Х Ц Ч Ш Э Я |

### Д
Даргинский язык
- часть России
  - Дагестан (наряду с русским и другими языками Дагестана)

Долганский язык
- часть России
  - Якутия (наряду с русским и якутским)

| # А Б В Г Д И К Л М Н О П Р С Т У Ф Х Ц Ч Ш Э Я |

### И
Ингушский язык
- часть России
  - Ингушетия (наряду с русским)[52]

Ирландский язык
- часть Великобритании
  - Северная Ирландия (первый государственный язык наряду с английским(де-факто) и ольстерско-шотландским (диалект англо-шотландского языка))[53]

Испанский язык
- часть США
  - Нью-Мексико штат (наряду с английским)

Итальянский язык
- часть Хорватии
  - Истрия (наряду с хорватским)
- часть Словении
  - округа Изола, Копер и Пиран (наряду со словенским)
- часть Швейцарии
  - Тичино
  - Граубюнден (наряду с немецким и романшским)

| # А Б В Г Д И К Л М Н О П Р С Т У Ф Х Ц Ч Ш Э Я |

### К
Кабардино-черкесский язык
- часть России
  - Кабардино-Балкария (наряду с балкарским и русским)[54]
  - Карачаево-Черкесия (наряду с абазинским, карачаевский, ногайский и русским)[42]

Казахский язык
- часть России
  - Республика Алтай (наряду с алтайским и русским)[45]

Калмыцкий язык
- часть России
  - Калмыкия (наряду с русским)[55]

Каннада
- Индия (наряду с английским, бенгали, телугу, маратхи, непальским, тамильским, урду, гуджарати, малаялам, каннада, ория, панджаби, кашмири, хинди, санскритом)
  - Карнатака штат Индии

Каракалпакский язык
- часть Узбекистана
  - Каракалпакстан (наряду с узбекским)[56]

Карачаево-балкарский язык
- часть России
  - Кабардино-Балкария (наряду с кабардинским и русским)[54]
  - Карачаево-Черкесия (наряду с абазинским, ногайский, русским и черкесским)[42]

Карельский язык
- часть России
  - Карелия (наряду с русским)

Каталанский язык
- часть Испании
  - Балеарские острова (наряду с испанским)
  - Валенсия (наряду с испанским)
  - Каталония (наряду с испанским)

Кашмири
- Индия (наряду с английским, бенгали, телугу, маратхи, непальским, тамильским, урду, гуджарати, малаялам, каннада, ория, панджаби, кашмири, хинди, санскритом)
  - Джамму и Кашмир союзная территория Индии

Коми язык
- часть России
  - Республика Коми (наряду с русским)[57]

Коми-пермяцкий язык
- часть России
  - Коми-Пермяцкий округ (наряду с русским)

Крымскотатарский язык
- часть России
  - Республика Крым (наряду с русским и украинским)

Курдский язык
- часть Ирана
  - Курдистан (остан) (наряду с персидским)

| # А Б В Г Д И К Л М Н О П Р С Т У Ф Х Ц Ч Ш Э Я |

### Л
Ладинский язык
- часть Италии
  - Южный тироль (наряду с итальянским)

| # А Б В Г Д И К Л М Н О П Р С Т У Ф Х Ц Ч Ш Э Я |

### М
Малаялам
- Индия (наряду с английским, бенгали, телугу, маратхи, непальским, тамильским, урду, гуджарати, малаялам, каннада, ория, панджаби, кашмири, хинди, санскритом)
  - Керала штат Индии

Мансийский язык
- часть России
  - Ханты-Мансийский автономный округ — Югра (наряду с русским и хантыйским)[источник не указан 4929 дней]

Маратхи
- Индия (наряду с английским, бенгали, телугу, маратхи, непальским, тамильским, урду, гуджарати, малаялам, каннада, ория, панджаби, кашмири, хинди, санскритом)
  - Махараштра штат Индии
  - Гоа штат Индии

Марийский язык
- часть России
  - Марий Эл (наряду с горномарийским и русским)[51]

Мокшанский язык
- часть России
  - Мордовия (наряду с русским и эрзянским)[58]

Монгольский язык
- часть Китая
  - Автономный район Внутренняя Монголия (наряду с китайским)

| # А Б В Г Д И К Л М Н О П Р С Т У Ф Х Ц Ч Ш Э Я |

### Н
Немецкий язык
- часть Бельгии
- часть Италии
  - Южный Тироль (наряду с итальянским)
- часть Швейцарии
  - 17 кантонов из 26 кантонов (только немецкий)
  - Граубюнден (наряду с итальянским и романшским)
  - Берн (наряду с французским)
  - Вале (наряду с французским)
  - Фрибур (наряду с французским)

Ненецкий язык
- часть России
  - Ненецкий автономный округ (наряду с русским)
  - Ямало-Ненецкий автономный округ (наряду с русским)[источник не указан 4929 дней]

Непальский язык
- Индия (наряду с английским, ассамским, бенгальским, телугу, маратхи, тамильским, урду, гуджарати, малаялам, каннада, ория, панджаби, кашмири, хинди, санскритом)
  - Сикким штат Индии

Нидерландский язык
- часть Бельгии
  - Фландрия

Ногайский язык
- часть России
  - Дагестан (наряду с русским и другими языками Дагестана)
  - Карачаево-Черкесия (наряду с абазинским, карачаевский, русским и черкесским)[42]

| # А Б В Г Д И К Л М Н О П Р С Т У Ф Х Ц Ч Ш Э Я |

### О
Ория
- Индия (наряду с английским, бенгали, телугу, маратхи, непальским, тамильским, урду, гуджарати, малаялам, каннада, ория, панджаби, кашмири, хинди, санскритом)
  - Орисса штат Индии

Осетинский язык
- часть России
  - Северная Осетия — Алания (наряду с русским)[39]

| # А Б В Г Д И К Л М Н О П Р С Т У Ф Х Ц Ч Ш Э Я |

### П
Панджаби
- Индия (наряду с английским, ассамским, бенгальским, телугу, маратхи, непальским, тамильским, урду, гуджарати, малаялам, каннада, ория, кашмири, хинди, санскритом)
  - Пенджаб штат Индии
- часть Пакистана
  - Пенджаб (Пакистан) (наряду с урду и английским)

Пушту
- часть Пакистана
  - Хайбер-Пахтунхва (наряду с урду и английским)

| # А Б В Г Д И К Л М Н О П Р С Т У Ф Х Ц Ч Ш Э Я |

### Р
Романшский язык
- часть Швейцарии
  - Граубюнден (наряду с итальянским и немецким)

Румынский язык
- часть Сербии
  - в 8 общинах Воеводины[48][49] (наряду с сербским, венгерским, словацким, русинским, хорватским)

Русинский язык
- часть Сербии
  - в 6 общинах Воеводины[48][49] (наряду с сербским, венгерским, словацким, хорватским, румынским)

Русский язык
- часть Молдовы
  - Гагаузия (наряду с гагаузским и молдавским)[50]
  - ПМР (наряду с украинским и молдавским)

### С
Санскрит
- часть Индии (наряду с английским, ассамским, бенгальским, телугу, маратхи, непальским, тамильским, урду, гуджарати, малаялам, каннада, ория, кашмири, хинди, панджаби)

Сардинский язык
- часть Италии
  - Сардиния (наряду с итальянским)

Северносаамский язык
- часть Норвегии
  - Тромс, Финнмарк (наряду с норвежским)
- часть Финляндии (наряду с финским и шведским)
- часть Швеции (наряду с шведским)

Селькупский язык
- часть России
  - Ямало-Ненецкий автономный округ (наряду с русским)

Синдхи
- часть Индии
- часть Пакистана
  - Синд (наряду с урду и английским)

Словацкий язык
- часть Сербии
  - в 11 общинах Воеводины[48][49](сербским, венгерским, хорватским, русинским, румынским)

Словенский язык
- часть Австрии
  - Каринтия (наряду с немецким)
- часть Италии
  - Фриули-Венеция-Джулия (наряду с итальянским)

| # А Б В Г Д И К Л М Н О П Р С Т У Ф Х Ц Ч Ш Э Я |

### Т
Тамильский язык
- Индия (наряду с английским, ассамским, бенгальским, телугу, маратхи, непальским, урду, гуджарати, малаялам, каннада, ория, панджаби, кашмири, хинди, санскритом)
  - Тамилнад штат Индии

Татарский язык
- часть России
  - Татарстан (наряду с русским)[59]

Телугу
- Индия (наряду с английским, бенгали, телугу, маратхи, непальским, тамильским, урду, гуджарати, малаялам, каннада, ория, панджаби, кашмири, хинди, санскритом)
  - Андхра-Прадеш штат Индии

Тибетский язык
- часть Китая
  - Тибетский автономный район (наряду с китайским)

Тувинский язык
- часть России
  - Тува (наряду с русским)[60]

| # А Б В Г Д И К Л М Н О П Р С Т У Ф Х Ц Ч Ш Э Я |

### У
Удмуртский язык
- часть России
  - Удмуртия (наряду с русским)[61]

Уйгурский язык
- часть Китая
  - Синьцзян-Уйгурский автономный район (наряду с китайским)

Украинский язык
- часть Молдовы
  - Гагаузия (наряду с молдавским и русским)[50]
- часть России
  - Республика Крым (наряду с крымскотатарским и русским)

Урду
- Индия (наряду с английским, ассамским, бенгальским, телугу, маратхи, непальским, тамильским, гуджарати, малаялам, каннада, ория, панджаби, кашмири, хинди, санскритом)
  - Андхра-Прадеш штат Индии
  - Джамму и Кашмир союзная территория Индии

| # А Б В Г Д И К Л М Н О П Р С Т У Ф Х Ц Ч Ш Э Я |

### Ф
Финский язык
- часть России
  - Карелия (наряду с русским)

Французский язык
- часть Бельгии
  - Валлония
- часть Италии
  - Валле-д’Аоста (наряду с итальянским)
- часть Канады
  - Квебек
  - Нью-Брансуик (наряду с английским)
  - Нунавут (наряду с английским, инуиннактун, инуктитут)
  - Северо-Западные Территории (наряду с английским, гвичин, инуиннактун, инуктитут, инуктун, кри, слейви, догриб, дене)
  - Юкон (наряду с английским)
- часть Швейцарии
  - Женева
  - Во
  - Вале (наряду с немецким)
  - Юра
  - Нёвшатель
  - Берн (наряду с немецким)
  - Фрибур (наряду с немецким)
- часть США
  - Луизиана штат (наряду с английским)

Фризский язык
- часть Нидерландов
  - Фрисландия (наряду с нидерландским)

Фриульский язык
- часть Италии
  - Фриули-Венеция-Джулия (наряду с итальянским)

| # А Б В Г Д И К Л М Н О П Р С Т У Ф Х Ц Ч Ш Э Я |

### Х
Хакасский язык
- часть России
  - Хакасия (наряду с русским)[62]

Хантыйский язык
- часть России
  - Ханты-Мансийский автономный округ — Югра (наряду с русским и мансийским)[источник не указан 4929 дней][49]
  - Ямало-Ненецкий автономный округ (наряду с русским)

Хорватский язык
- часть Австрии
  - Бургенланд Градищанско-хорватский язык (наряду с венгерским и немецким)
- часть Сербии
  - в Суботице в Воеводине (наряду с сербским, венгерским, словацким, русинским, румынским)

| # А Б В Г Д И К Л М Н О П Р С Т У Ф Х Ц Ч Ш Э Я |

### Ч
Чеченский язык
- часть России
  - Дагестан (наряду с русским и другими языками Дагестана)
  - Чечня (наряду с русским)[63]

Чешский язык
- часть Сербии
  - Община Бела-Црква в Воеводине[49]

Чжуанский язык
- часть Китая
  - Гуанси-Чжуанский автономный район (наряду с китайским)

Чувашский язык
- часть России
  - Чувашия (наряду с русским)[64]

Чукотский язык
- часть России
  - Чукотский автономный округ (наряду с русским)[источник не указан 4929 дней]

| # А Б В Г Д И К Л М Н О П Р С Т У Ф Х Ц Ч Ш Э Я |

### Ш
Шотландский (англо-шотландский) язык
- часть Великобритании
  - Шотландия (наряду с английским и шотландским (гэльским))
  - Северная Ирландия (наряду с английским)

Шотландский (гэльский) язык
- часть Великобритании
  - Шотландия (наряду с английским и шотландским (англо-шотландским)) Gaelic Language (Scotland) Act 2005

| # А Б В Г Д И К Л М Н О П Р С Т У Ф Х Ц Ч Ш Э Я |

### Э
Эвенкийский язык
- часть России
  - Якутия (наряду с русским)

Эвенский язык
- часть России
  - Якутия (наряду с русским)

Эрзянский язык
- часть России
  - Мордовия (наряду с русским и мокшанским)[58]

Эсперанто
- часть Германии
  - Херцберг-ам-Харц (наряду с немецким)

| # А Б В Г Д И К Л М Н О П Р С Т У Ф Х Ц Ч Ш Э Я |

### Ю
Юкагирский язык
- часть России
  - Якутия (наряду с русским)

| # А Б В Г Д И К Л М Н О П Р С Т У Ф Х Ц Ч Ш Э Я |

### Я
Якутский язык
- часть России
  - Якутия (наряду с русским)[65]

## Языки Дагестана
Формально в Дагестане статус конкретных языков, кроме русского, неизвестен. В статье 11 Конституции Дагестана государственными объявлены «русский язык и языки народов Дагестана», однако не указано, какие именно. Закон о языках, который бы устанавливал конкретный список языков, до сих пор не принят. Фактически такими языками могут считаться аварский, агульский, азербайджанский, даргинский, кумыкский, лакский, лезгинский, ногайский, рутульский, табасаранский, татский, цахурский, чеченский.